# Livade kod Grubišnog Polja
Livade kod Grubišnog Polja este o arie protejată (sit de importanță comunitară — SCI) din Croația întinsă pe o suprafață de 2.936,54 ha, integral pe uscat.

## Localizare
Centrul sitului Livade kod Grubišnog Polja este situat la coordonatele 45°40′00″N 17°13′45″E / 45.666556°N 17.229237°E.

## Înființare
Situl Livade kod Grubišnog Polja a fost declarat sit de importanță comunitară în iulie 2013 pentru a proteja 3 specii de animale.

## Biodiversitate
Situată în ecoregiunea continentală, aria protejată conține 1 habitat natural: Fânețe de joasă altitudine (Alopecurus pratensis, Sanguisorba officinalis).
La baza desemnării sitului se află mai multe specii protejate de  nevertebrate (3): fluturele auriu (Euphydryas aurinia), Euplagia quadripunctaria, fluturele purpuriu (Lycaena dispar).